# Crunomys fallax
Espèce
Statut de conservation UICN

 DD  : Données insuffisantes
Crunomys fallax est un rongeur que l'on trouve dans la Sierra Madre aux Philippines dans la province d'Isabela au nord-est de Luçon. On n'en connaît qu'un seul exemplaire, capturé en 1894 par Oldfield Thomas. Il a été abattu en plein jour à 300 d'altitude dans la forêt tropicale.
Crunomys fallax est une espèce plutôt petite, à queue bicolore qui est plus courte que la distance tête-tronc. La fourrure est épineuse. Le dos est brun grisâtre, le ventre est gris pâle, à transition progressive.